# Landericus van Parijs
Landericus van Parijs, ook wel Landerik van Parijs, was een Parijse bisschop die heilig werd verklaard.
In 650 volgde Landericus Audobertus op en werd hij als bisschop van Parijs gewijd. Hij bouwde het eerste grote hospitaal van Parijs, gewijd aan Sint-Kristoffel, naast de Notre-Dame van Parijs. Het hospitaal werd later uitgebreid en zal de naam Hôtel-Dieu (of 'Herberg van God') krijgen.
Landerik is een van oorsprong Germaanse naam die naar 'land' en koning ('rik') verwijst.
Landericus van Parijs dient niet verward te worden met Landricus van Zinnik, een andere heilige die in de zevende eeuw leefde. De naamdag van Landricus van Zinnik wordt gevierd op 17 april, die van Landricius van Parijs op 10 juni.